# Cône d'or d'Avanton
Le cône d'or d'Avanton est un artéfact archéologique découvert en 1844 à Avanton, dans le département de la Vienne, près de Poitiers. Daté vers 1500 av. J.-C. à 1200 av. J.-C., il fait partie d'un type d'objet de l'Âge du bronze moyen et récent, dénommés cônes rituels, trouvés aussi en Allemagne à quelques exemplaires. Il est conservé au musée d'Archéologie nationale de Saint-Germain-en-Laye.

## Historique
Un vigneron du petit village d'Avanton, Jean Bardoux, découvrit, en creusant un fossé dans son champ en 1844, un objet en or assez détérioré. Écrasé et replié sur lui-même, il fut d'abord pris pour un carquois. Bardoux le vendit à un orfèvre de Loudun, qui le revendit au musée du Louvre en 1847.
Au moment de sa découverte, c'était le second objet de ce type connu. On en connait désormais au moins trois autres très comparables :
- Le chapeau d'or de Schifferstadt (en), trouvé en 1835 à Schifferstadt, près de Spire, daté vers 1400 à 1300 av. J.-C., et conservé au musée historique du Palatinat, à Spire.
- Le cône d'or de Ezelsdorf-Buch (en), trouvé en 1953 à Ezelsdorf, près de Nuremberg, daté vers 1000 à 900 av. J.-C., et conservé au musée national germanique de Nuremberg.
- Le chapeau d'or de Berlin (en), trouvé probablement en Souabe ou en Suisse, daté vers 1000 à 800 av. J.-C., acquis en 1996 par le musée de préhistoire et de protohistoire de Berlin.

## Description
Le cône d'Avanton, comparé aux autres cônes semble incomplet, car il manque apparemment la collerette inférieure. Il mesure 53 cm de hauteur et 12 cm de diamètre, pour un poids de 321 grammes. Comme les autres pièces comparables, il est fait d'une seule feuille d'or presque pur, martelée et décorée de multiples lignes et globules repoussés en registres successifs sur toute sa hauteur.

## Fonction
Aux premières interprétations se référant à un culte de la fertilité, on préfère aujourd'hui l'hypothèse de la figuration d'un calendrier et de notions astronomiques. Les études les plus récentes, faites sur le cône d'Ezelsdorf-Buch, vont dans ce sens.
Objets cérémoniels, que l'on tend aujourd'hui à considérer comme de hautes coiffures, ces cônes témoignent d'une véritable communauté spirituelle et culturelle à travers l'Europe.